# Ton-klassen
De vroegste pogingen om te komen tot het creëren van een handicap systeem voor zeilwedstrijden waren gebaseerd op het Britse Early "old tonnage measurement" systeem voor het berekenen van de inhoud van het ruim van grote commerciële schepen. Deze meetmethode gaf als uitkomst een laadvermogen in tonnen (er gaan 35 kubike voeten in één ton). Het zeiloppervlak werd niet in de berekening opgenomen. Ook was er geen compensatie voor minder efficiënte tuigage. In 1854 werd deze rekenwijze opgegeven en vervangen door de "Thames Measurement Rule": 
{\displaystyle {ThamesTonnage}={\frac {({lengte}-{breedte})\times {breedte}^{2}}{188}}}
waar:
- lengte de lengte van het schip van boeg tot achtersteven in voeten
- breedte de maximum breedte in voeten

Ook hier werd geen rekening gehouden met andere snelheidsbeïnvloedende factoren.

## Godinet-meetwijze

Aanpassing van de regel in 1901

De Godinet-meetwijze werd in 1892 aangenomen door de "Union des yachts français", en werd snel door andere Europese landen (continentaal) overgenomen. De meetwijze neemt naast de afmetingen van de romp ook het zeiloppervlak mee in de berekening. De meetwijze werd ontwikkeld door Auguste Godinet.
{\displaystyle T={\frac {(L-0.25P)\cdot P\cdot {\sqrt {S}}}{130}}}
waar:
- L = Lengte waterlijn (LWL)
- P = Curve van de romp
- S = Zeiloppervlak
- T = Tonnage

De "Société Nautique de Genève", een van de eerste die deze meetwijze overnam, voerde in 1901 een ammendement door waardoor de gehele curve (SG) van de romp meegenomen werd. In maart 1984 werd de Godinet-meetwijze voor het eerst in de Verenigde Staten toegepast voor de bouw van 's-werelds eerste aluminium jacht: de Vendenesse. 
Er zijn nog enkele jachten in gebruik die ontwikkeld werden volgens de Godinet-meetwijze:
- Bona Fide: Ontworpen door Charles Sibbick in 1898 als een 5-tonner. Het schip werd gebouwd op de "Albert Yard", in Cowes, voor J.Howard Taylor  die de gouden medaille won tijdens de Olympische Spelen van 1900 in de 3-10 ton klasse.
- Calypso: Ontworpen en gebouwd in 1903 als 3-tonner

## Olympische Spelen
De Ton klassen waren in 1900, en vermoedelijk ook in 1896, de Olympische zeilklassen. Omdat door weersomstandigheden de zeilwedstrijden in 1896 niet doorgingen is hier vrijwel niets over bekend. In 1900 echter werden de onderstaande disciplines verzeild. De verdeling was volgens de Godinet meetwijze:
- 0,5 Ton
- 0,5 – 1 Ton
- 1 - 2 Ton
- 2 - 3 Ton
- 3 - 10 Ton
- 10 – 20 Ton
- Open klasse

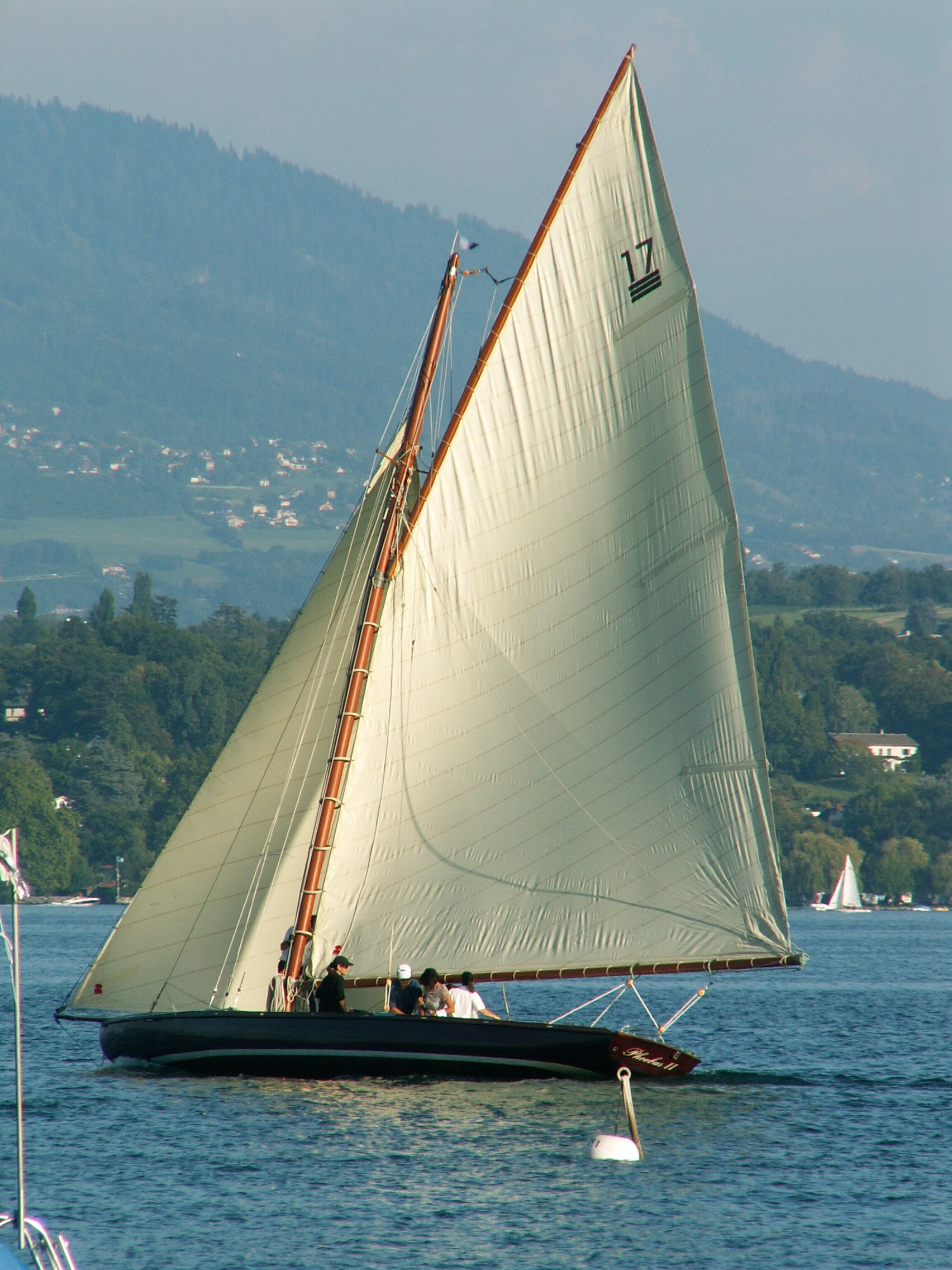
De 3-tonner Phoebus II
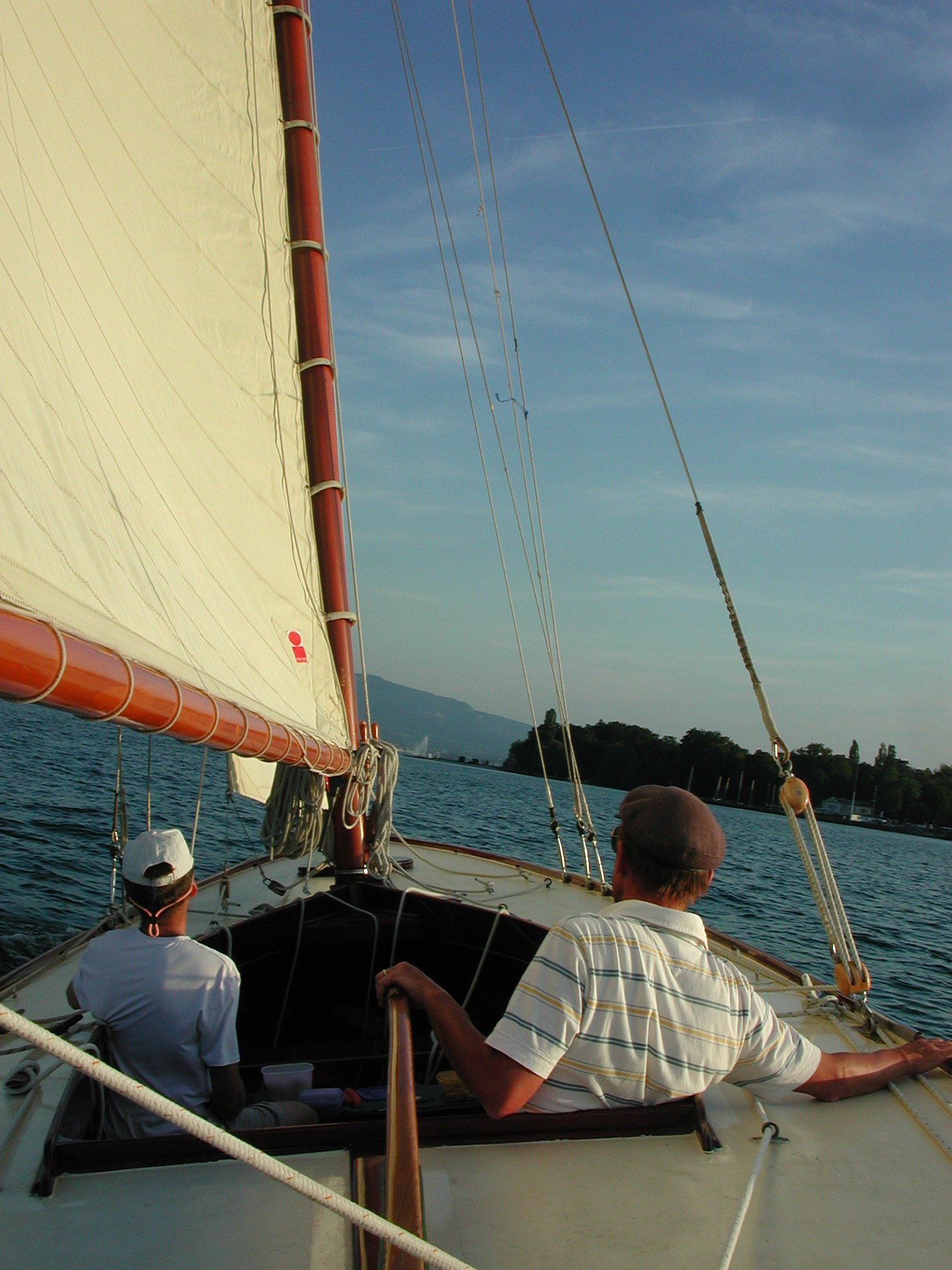
Vanuit de kuip gezien

## Uitslagen[1]

### ½ ton klasse
| rang   | sporter(s)                                      | boot       | land | tijd    |
| ------ | ----------------------------------------------- | ---------- | ---- | ------- |
| Goud   | Pierre Gervais                                  | Baby       | FRA  | 1:06:16 |
| Zilver | Jean Charcot Robert Linzeler Texier I Texier II | Quand-Même | FRA  | 1:08:54 |
| Brons  | Gaston Cailleux Henri Monnot Léon Tellier       | Sarcelle   | FRA  | 1:19:31 |

### ½-1 ton klasse
| rang   | sporter(s)                                                            | boot      | land | tijd    |
| ------ | --------------------------------------------------------------------- | --------- | ---- | ------- |
| Goud   | Lorne Currie John Gretton Linton Hope Algernon Maudslay               | Scotia    | GBR  | 3:29:45 |
| Zilver | Jacques Baudrier Jean le Bret F. Marcotte William Martin Jules Valton | Crabe II  | FRA  | 3:39:23 |
| Brons  | E. Michelet F. Michelet                                               | Scanasaxe | FRA  | 3:42:40 |

### 1-2 ton klasse
| rang   | sporter(s)                                                    | boot        | land | tijd    |
| ------ | ------------------------------------------------------------- | ----------- | ---- | ------- |
| Goud   | Bernard de Pourtalès Hélène de Pourtalès Hermann de Pourtalès | Lérina      | SUI  | 2:15:32 |
| Zilver | Auguste Albert Duval Charles Hugo F. Vilamitjana              | Marthe      | FRA  | 2:17:29 |
| Brons  | Jacques Baudrier Lucien Baudrier Dubosq Edouard Mantois       | Nina-Claire | FRA  | 2:26:28 |

### 2-3 ton klasse
| rang   | sporter(s)                                           | boot     | land        | tijd    |
| ------ | ---------------------------------------------------- | -------- | ----------- | ------- |
| Goud   | Frédéric Blanchy William Exshaw Jacques Le Lavasseur | Ollé     | FRA GBR FRA | 4:17:34 |
| Zilver | Doucet Godinet Mialaret Susse                        | Favorite | FRA         | 4:23:57 |
| Brons  | Auguste Donny                                        | Mignon   | FRA         | 4:52:13 |

### 3-10 ton klasse
| rang   | sporter(s)                                                       | boot      | land | tijd    |
| ------ | ---------------------------------------------------------------- | --------- | ---- | ------- |
| Goud   | Edward Hore Harry Jefferson John Howard Taylor                   | Bona Fide | GBR  | 4:14:58 |
| Zilver | A. Dubos J. Dubos Maurice Gufflet Robert Gufflet Charly Guiraist | Gitana    | FRA  | 4:35:44 |
| Brons  | H. MacHenry                                                      | Frimousse | USA  | 4:38:49 |

### 10-20 ton klasse
| rang   | sporter(s)                 | boot       | land | race 1 | race 2 | race 3 | totaal |
| ------ | -------------------------- | ---------- | ---- | ------ | ------ | ------ | ------ |
| Goud   | Émile Billard Paul Perquer | Estérel    | FRA  | 10     | 9      | 10     | 29     |
| Zilver | Jean Decazes               | Quand-même | FRA  | 9      | 8      | 8      | 25     |
| Brons  | Edward Hore                | Laurea     | GBR  | 8      | 10     | 5      | 23     |

### Open klasse
| rang   | sporter(s)                                              | boot         | land | tijd    |
| ------ | ------------------------------------------------------- | ------------ | ---- | ------- |
| Goud   | Lorne Currie John Gretton Linton Hope Algernon Maudslay | Scotia       | GBR  | 5:56:17 |
| Zilver | Georg Naue Heinrich Peters Ottokar Weise Paul Wiesner   | Aschenbrödel | GER  | 5:58:17 |
| Brons  | E. Michelet F. Michelet                                 | Turquoise    | FRA  | 6:12:12 |